# Melanie Marquez
Mimilanie "Melanie" Laurel Marquez-Lawyer (16 de julho de 1964) é uma modelo e rainha de beleza das Filipinas que venceu o concurso de Miss Internacional em 1979 que foi realizado na cidade de Tóquio.
Ela foi a terceira de seu país a vencer, tendo sido antecedida por Gemma Cruz, Aurora Pijuan, fazendo das Filipinas o primeiro país a vencer este concurso três vezes.

## Biografia
Melanie  é filha de Artemio Marquez e Marilou Laurel e se graduou no Holy Angel College in Angeles City.
Após se mudar para Manila, tornou-se modelo, tendo trabalhado nos EUA, Paris, Milão e Roma. É também atriz, produtora de filmes, escritora e celebridade em seu país.
Atualmente mora no Utah, EUA, com o marido, onde administra uma fazenda.
Em setembro de 2019, sua filha Michelle Dee foi eleita Miss Filipinas Mundo (Miss World Philippines) Para a imprensa, após a vitória da filha, ela disse: "ela será maior que eu". 
No entanto, Michele conseguiu avançar até o Top 12 no Miss Mundo 2019, mas não venceu. Em 2022 ela também participou do Miss Universo Filipinas, mas ficou em 2º lugar.

## Participação em concursos de beleza

### Binibining Pilipinas 1979
Melanie foi vice-Binibining Pilipinas, o que lhe deu o direito de ir ao Miss Internacional.

### Miss Internacional 1979
O concurso foi realizado em Tóquio no dia 12 de novembro de 1979 e Melanie acabou derrotando outras 42 concorrentes para levar a coroa. Na resposta final, perguntada se colocaria suas pernas no seguro por 1 milhão de dólares (numa referência ao feito da atriz americana Angie Dickinson), ela disse que não, porque estava satisfeita com suas longas pernas.
Melanie venceu com apenas 17 anos de idade (ou 15 segundo algumas fontes).

### Vida pós-concursos
Em 2014 ela disse que pensava em escrever um livro sobre os "melanisms", as respostas que muitas vezes dava às perguntas e que eram consideradas engraçadas pelas pessoas.
Ela tem uma filha, Michelle Marquez Dee, com Derek Dee e um filho, Manuelito, com o senador Lito Lapid.
Atualmente é casada com Randay Lawyer e mora nos EUA.